# Fanor Castellanos
Fanor Esteban Castellanos Alvaran (Santiago de Cali, 6 de enero de 2004) es un actor y cantante colombiano. Hizo su debut en la televisión en el canal RCN con su participación en la telenovela Correo de Inocentes , posteriormente trabajó en la serie biográfica Amor sincero . Realizó una aparición en el programa infantil Tu Planeta Bichos como invitado especial, también participó en la exitosa serie del canal Caracol La selección.

## Carrera
Fanor comienza su carrera artística desde muy temprana edad, a sus seis años, actuando en diversas obras de teatro para una de las academias de actuación más reconocidas y exitosas de Colombia, misma con la que inició su paso por la televisión colombiana en grandes producciones del canal RCN. Su primera actuación tuvo lugar en la telenovela Amor sincero en la que se relata la vida de la artista Marbelle, posteriormente desempeño otra actuación en una producción del mismo canal Correo de Inocentes. Pará ese momento Fanor ya había participado en tres obras de teatro y dos telenovelas muy famosas en Colombia.
En 2013 su recorrido en el ámbito actoral tuvo cabida en uno de los programas infantiles más importantes de la televisión colombiana, como lo fue Tu planeta Bichos y en la telenovela que relató muchos acontecimientos del fútbol colombiano, La selección para el canal Caracol logrando su mayor número de capítulos actuados y el papel más importante de su carrera.

## Filmografía

### Televisión
- 2010 - Amor sincero
- 2011 - Correo de Inocentes
- 2013-2014 - La selección
- 2013 - Tu planeta Bichos

### Teatro
- Pinocho
- Los tres cerditos
- La Magia de la Navidad
- Colores de la infancia

- Datos: Q65487959